# Riejanne Markus
Riejanne Ockeloen-Markus (Diemen, 1 september 1994) is een Nederlandse wielrenster  die sinds 2025 rijdt voor Lidl-Trek.

## Carrière
In augustus 2015 werd ze vijfde op het Europees kampioenschap op de weg voor beloften in Tartu, Estland. Tijdens het Nederlands kampioenschap op de weg voor beloften werd Markus tweede, achter Demi de Jong.
Op 19 juni 2016 werd Markus tweede achter Thalita de Jong in de massasprint in de slotrit van de Giro del Trentino Alto Adige-Südtirol. Een maand later, op 10 juli, maakte ze deel uit van de kopgroep in de slotrit van de Giro Rosa 2016, die uit de greep van het peloton wist te blijven. Markus won weliswaar de sprint, maar werd wederom tweede achter de ontsnapte De Jong. Op 22 april 2017 won ze de Omloop van Borsele, haar eerste UCI-zege. Een week later won ze twee etappes en het eindklassement van de Tsjechische rittenkoers Gracia Orlová, met haar ploeggenotes Anouska Koster en Moniek Tenniglo naast haar op het podium.
In de Amstel Gold Race 2018 op 15 april zat Markus in de kopgroep van acht die mocht sprinten om de winst. Ze belandde net naast het podium, maar kreeg wel de Herman Krott-award, de prijs voor de strijdlust. In september werd ze tweede in de proloog van de Lotto Belgium Tour op twee seconden achter Aude Biannic. In mei 2018 werd ze derde in de proloog en zesde in het eindklassement van de GP Elsy Jacobs. In juni werd ze vijfde in het NK tijdrijden. Tijdens de Europese kampioenschappen wielrennen 2019 op 7 augustus won Markus goud in de gemengde ploegenestafette samen met Floortje Mackaij, Amy Pieters, Ramon Sinkeldam, Koen Bouwman en Bauke Mollema. In de vierde etappe van de Boels Ladies Tour 2019 zat Markus samen met Christine Majerus en Franziska Koch in de beslissende kopgroep. Hieruit demarreerde ze in de laatste kilometers, maar werd weer bijgehaald. Koch won de etappe, Majerus veroverde de leiderstrui en Markus werd derde en won de prijs voor de strijdlust. Dit was tevens haar eerste podiumplek op World Tourniveau.
Riejanne Markus vlogt onder de naam Tour de RieRie. Ze is op 21 oktober 2023 getrouwd met wielrenner Jasper Ockeloen, waarmee ze al lang een relatie had en met wie ze het bedrijf Sockeloen runt. Haar jongere zussen Femke en Roos zijn ook wielrenster. Zij zijn geen familie van (broer en zus) Barry Markus en Kelly Markus, die ook wielrenner zijn.

## Palmares

### Strandrace
| Seizoen    | TopCompetitie                        | EK     | NK  | Overige                     | Totaal aantal zeges |
| ---------- | ------------------------------------ | ------ | --- | --------------------------- | ------------------- |
| 2017-2018  | Renesse                              | Goud   | DNS |                             | 2                   |
| 2018-2019  | Julianadorp, Katwijk, HvH-Den Helder | Zilver | DNS |                             | 3                   |
| 2019-2020  | HvH-Den Helder                       | Zilver |     | Berck-sur-Mer, Scheveningen | 3                   |
| 2021-2022  |                                      | Zilver |     |                             |                     |
| 2022- 2023 |                                      |        |     | Egmond-pier-Egmond          |                     |
| Totaal     | 5                                    | 1      | 0   | 3                           | 8                   |

### Wegwielrennen

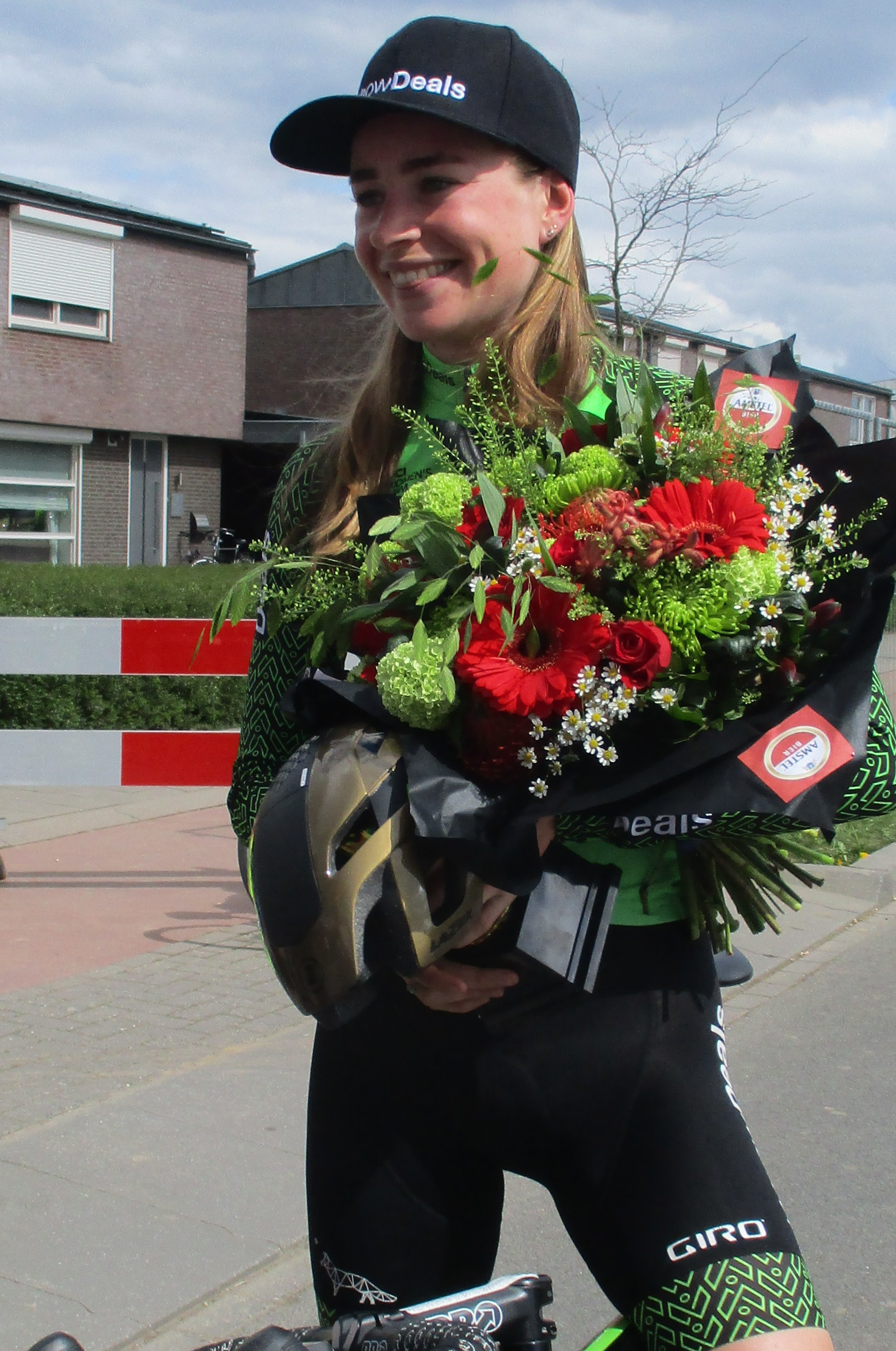
Strijdlustigste in de Amstel Gold Race 2018.

#### Palmares
2015
 Nederlands kampioenschap op de weg, beloften
5e op EK op de weg, beloften
2016
2e in slotrit Giro del Trentino Alto Adige-Südtirol
2e in slotrit Giro Rosa 2016
2017
Omloop van Borsele
1e etappe Gracia Orlová
3e etappe (tijdrit) Gracia Orlová
Eindklassement Gracia Orlová
2019
 Europees kampioenschap gemengde ploegenestafette
 Wereldkampioen gemengde ploegenestafette
2021
2e etappe Ronde van Noorwegen
2022
 Nederlands kampioene op de weg
 Nederlands kampioenschap tijdrijden
 Europees kampioenschap tijdrijden
4e etappe Simac Ladies Tour
2023
1e etappe Vuelta Femenina (ploegentijdrit met Amber Kraak, Marianne Vos en Anna Henderson)
Clásicas Féminas de Navarra
 Nederlands kampioenschap tijdrijden
2024
Veenendaal-Veenendaal Classic
 Nederlands kampioenschap tijdrijden
3e etappe Ronde van Romandië
2025
1e etappe Ronde van Spanje (TTT)
 NK tijdrijden

#### Resultaten in voornaamste wedstrijden
| Jaar | Ronde van Italië | Ronde van Frankrijk | Ronde van Spanje |
| ---- | ---------------- | ------------------- | ---------------- |
| 2014 |                  |                     |                  |
| 2015 |                  |                     |                  |
| 2016 | 66e              |                     |                  |
| 2017 | 78e              |                     |                  |
| 2018 | 59e              |                     |                  |
| 2019 | 48e              |                     |                  |
| 2020 |                  |                     |                  |
| 2021 | 34e              |                     |                  |
| 2022 | opgave           | 12e                 |                  |
| 2023 |                  | 11e                 | 4e               |
| 2024 |                  |                     | ↑                |
| 2025 |                  | 22e                 | 13e              |

| Jaar | Gent-Wevelgem | Ronde van Vlaanderen | Parijs-Roubaix | Amstel Gold Race | Luik-Bast.‑Luik | Strade Bianche | Waalse Pijl | Omloop Het Nieuwsblad |  | WK op de weg |
| ---- | ------------- | -------------------- | -------------- | ---------------- | --------------- | -------------- | ----------- | --------------------- |  | ------------ |
| 2014 | 75e           |                      |                |                  |                 |                | opgave      |                       |  |              |
| 2015 | 56e           |                      |                |                  |                 |                | 63e         | 95e                   |  |              |
| 2016 | opgave        |                      |                |                  |                 | opgave         | 60e         | opgave                |  |              |
| 2017 |               |                      |                |                  |                 | opgave         | 43e         | 47e                   |  |              |
| 2018 | 52e           | 46e                  |                | 4e               | 54e             | 21e            | opgave      | 28e                   |  |              |
| 2019 |               | 87e                  |                | opgave           | 41e             | 41e            | 62e         | 29e                   |  |              |
| 2020 | 22e           | 13e                  |                |                  |                 |                |             | 40e                   |  |              |
| 2021 | 68e           | 27e                  | 34e            | 67e              | 12e             | 46e            |             | 12e                   |  |              |
| 2022 | 45e           | 70e                  | 31e            | 14e              |                 |                |             |                       |  | 47e          |
| 2023 |               |                      |                | 14e              | 4e              | 8e             |             | 19e                   |  |              |
| 2024 |               |                      |                | 37e              | 12e             | 7e             | 17e         |                       |  | 9e           |
| 2025 |               |                      |                | 28e              |                 | opgave         |             |                       |  |              |

## Ploegen
- 2014 –  Parkhotel Valkenburg
- 2015 –  Parkhotel Valkenburg
- 2016 –  Liv-Plantur
- 2017 –  WM3 Pro Cycling
- 2018 –  Waowdeals Pro Cycling
- 2019 –  CCC-Liv
- 2020 –  CCC-Liv
- 2021 –  Jumbo-Visma
- 2022 –  Jumbo-Visma
- 2023 –  Jumbo-Visma
- 2024 –  Visma-Lease a Bike
- 2025 –  Lidl-Trek

De Baat · De Boer · Eshuis · Van Gogh · Van den Hoek · Hoeksma · Markus · Otten · Peetoom · Post · Van de Ree · Rooijakkers · Slik · Soemanta · Tromp
De Boer · Van den Bos · Ensing · Van Gogh · Van den Hoek · Hoeksma · Markus · Post · Rooijakkers · Slik · Stougje · Tromp · De Vries
Kirchmann · Mackaij · Markus · Mustonen · Slik · Soek · Stijns · Stultiens · Taylor · Weaver
Gafinovitz · Kastelijn · Kitchen · Korevaar · Koster · Markus · Niewiadoma · Plichta · Scandolara · Tenniglo · Vos
Gafinovitz · Van der Heijden · Kastelijn · Korevaar · Koster · Markus · Van de Ree · Rooijakkers · Rowe · Stultiens · Vos
Demey · Van der Heijden · Korevaar · Kuijpers · Lach · Markus · Moolman-Pasio · Rooijakkers · Skalniak · Stultiens · Vos
Bertizzolo · Demey · Van der Heijden · Jaskulska · Korevaar · Kuijpers · Lach · Markus · Moolman-Pasio · Nerlo · Paladin · Rooijakkers · Skalniak · Stultiens · Vos
Beekhuis · Henderson · Kasper · Koster · Markus · Mathiesen · Soet · Swinkels · Van de Velde · Van den Bos · Van der Burg · Vos
Achtereekte · Beekhuis · van den Bos · Henderson · Kasper · Koster · Kraak · Labecki · Markus · Riedmann · Rüegg · Soet · Swinkels · Vos
Achtereekte · van Agt · Beekhuis · Cadzow · van Empel · Henderson · Kraak · Labecki · Markus · Oudeman · Reijnhout · Riedmann · Rüegg · Swinkels · Veenhoven · Vos
Achtereekte · van Agt · von Berswordt · van Empel · Geurts · Henderson · Markus · Nooijen · Oudeman · Reijnhout · Riedmann · Veenhoven · Vigié · Vos · de Vries (vanaf 4/6) · Wolff (stage vanaf 7/9)
van Anrooij · Balsamo · Bjerg · Brand · Copponi · Deignan · van Dijk · Fisher-Black · Hanson · Henderson · A. Holmgren · I. Holmgren · Markus · Moors · Realini · Sanguineti · Sharp · Spratt · Wilson-Haffenden